# Kalix revir
Kalix revir var ett skogsförvaltningsområde inom Luleå överjägmästardistrikt och Norrbottens län, som omfattade Nederkalix och Överkalix socknar med undantag dels av Törefors kronopark, dels av vissa delar av kronoparken Ängeså. Reviret innehöll 28 allmänna skogar med en sammanlagd areal av 133 245 hektar, varav 23 kronoparker om tillsammans 119 935 hektar (1905). Det var indelat i fem bevakningstrakter.